# Pidonia fumaria
Pidonia fumaria är en skalbaggsart som beskrevs av Holzschuh 2003. Pidonia fumaria ingår i släktet Pidonia och familjen långhorningar. Inga underarter finns listade i Catalogue of Life.